# 潘塞河

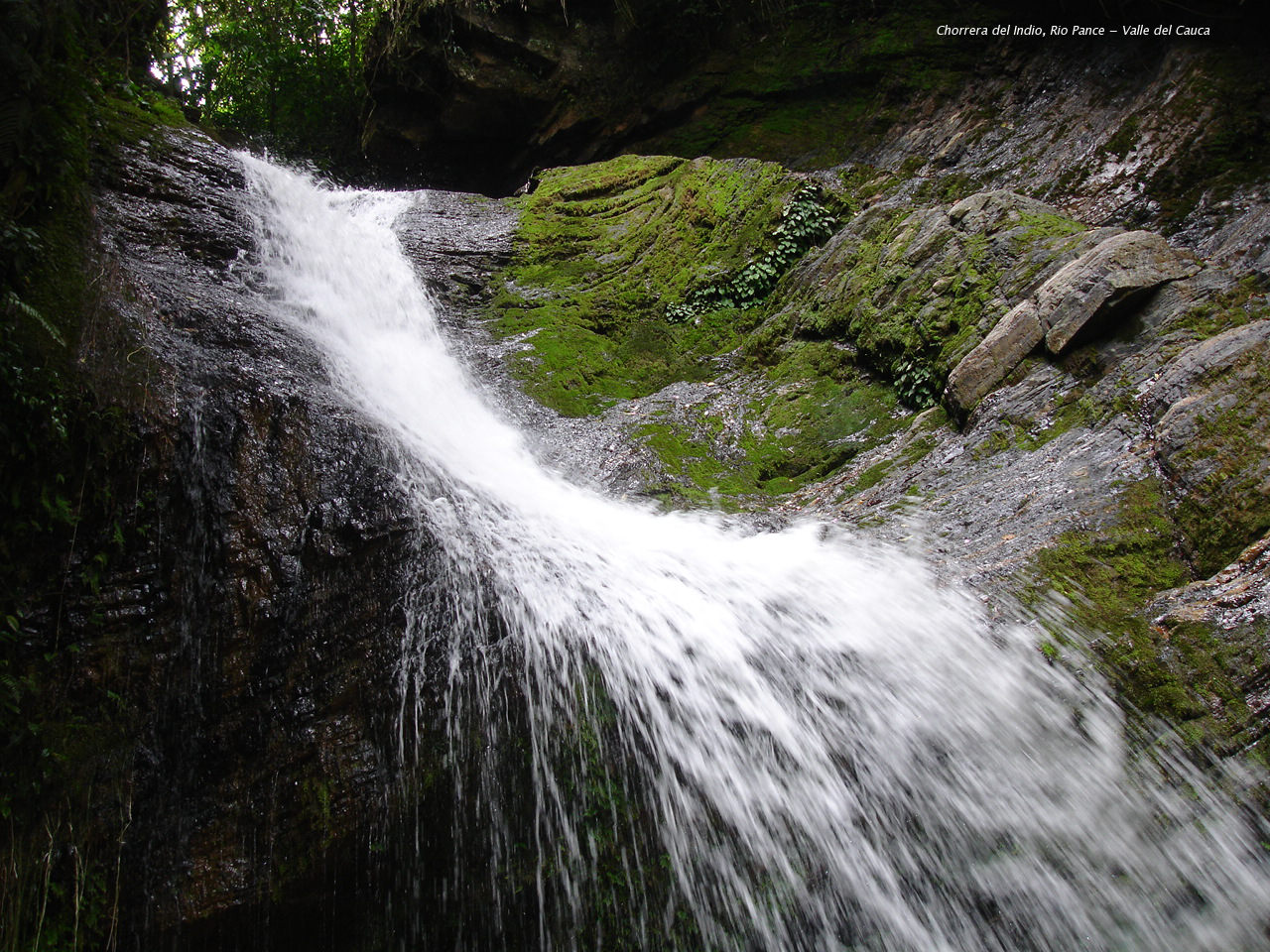

潘塞河（西班牙語：Río Pance），是哥倫比亞的河流，位於卡利南部，發源自哥倫比亞西部山脈，河道全長25公里，流域面積89.75平方公里，平均流量每秒2.59立方米。